# OV Большого Пса
OV Большого Пса (лат. OV Canis Majoris) — одиночная переменная звезда в созвездии Большого Пса на расстоянии (вычисленном из значения параллакса) приблизительно 4516 световых лет (около 1385 парсеков) от Солнца. Видимая звёздная величина звезды — от +12,3m до +11m.

## Характеристики
OV Большого Пса — пульсирующая полуправильная переменная звезда типа SRB (SRB).